# 레제 드라마
레제 드라마(Lesedrama)는 상연보다는 독자에게 읽히는 것을 목적으로 쓰여진 희곡으로 독일어로 ‘부흐 드라마’(Buchdrama)라고도 한다. 연극의 한 종류로 반대말은 ‘뷰넨 드라마’ (Bühnendrama)라고 한다. 모두 독일어로 ‘읽기’라는 의미의 레제를 부흐라고 하며, 뷰넨은 ‘무대’라는 뜻이다. 또한 영어의 ‘옷장 드라마’(closet drama)는 거의 동의어 개념이다. 또한 ‘서재극’이라는 한자어도 존재한다. 시나리오 (영상 작품의 각본) 형식으로 쓰여진 레제 드라마를 ‘레제 시나리오’라고 부른다. 참고로, 영화를 섞어 상연하는 연극은 키노 드라마라고 한다.

## 대표작
레제 드라마의 대표작으로 알프레드 드 뮈세의 《사랑은 장난으로 하지 마오》(1834년)를 들 수있다. 《베네치아의 밤》이라는 연극 초연으로 악평을 받았던 뮈세는 그때부터 읽기 위한 연극을 지향했고, 전술작이 담긴 연극집은 《안락의자 속에서 보는 것》으로 명명했다. 여기에 들어있는 연극에는 너무 많은 장면 전환 등으로 실제 무대에 올리기 힘든 어려운 장치가 있는데, 이는 문학적인 필연성만으로 이루어진 것이 아니라 과거의 받았던 악평으로 인해 관객들에게 불신을 품은 뮤세가 일부러 공연이 힘들도록 만들었다고 보는 시각도 있다. 그러나 “상연이 불가능하게 적혀 있다”는 것은 레제 드라마의 필요 조건은 아닌 것이다.
다른 하나는 존 밀턴의 《투사 삼손》(1671년), 괴테의 《파우스트》 (특히 제2부)(1808년 ~ 1833년), 프리드리히 실러의 《도둑들》, 귀스타브 플로베르의 《성 앙투안의 유혹》 등이 그 예에 해당한다. 토마스 하디의 《패왕들》도 서사시극 등으로 불렸다.
소설가 최인훈이 쓴 희곡들도 레제 드라마에 가깝다.

## 영국 낭만주의와 옷장 드라마
옷장 드라마(Closet Drama)는 "낭만주의 시대"라는 18세기 말부터 19세기 초반 영국에서는 특히 시인에 의해 선호되었고, 수 많은 작품들이 태어났다. ‘읽기 위한 희곡’은 다양한 시대와 지역에서 저작되어 왔지만, 하나의 운동이라고 부를 정도로 많이 쓰여진 것은 영국 낭만주의 시대일 것이다. 바이런과 퍼시 셸리, 조안나 베일리 등이 이 시기 ‘옷장 드라마’의 대표적인 작가였으며, 베일리는 상연이 되는 것을 원했던 작가이기도 했다.

### 이 시기의 대표작
- 《만프레드》 (바이런, 1817년)
- 《사슬 풀린 프로메테우스》 (쉘리, 1820년)

## 같이 보기
- 라디오 드라마
- 극시